# 개체론적 환경윤리
개체론적 환경윤리는 하나하나의 개체로서의 생명체의 도덕적 지위나 권리를 승인하고 그에 따라 도덕적으로 배려하는 것으로 자연 환경과 생태계를 보전할 수 있다고 보는 것이다. 개체론적 환경윤리는 방법론적으로 개체주의(individualism)와 관련된다. 즉 전체를 이해할 때 그것을 구성하는 요소 단위의 특성에 주목하여 설명하게 된다. 개체론적 환경윤리에는 크게 고통을 느낄 수 있는 하나하나의 개체 동물의 고통을 해방시켜야 한다고 주장한 피터 싱어의 동물 해방론, 삶의 주체로서 삶을 살아가는 개체로서 동물의 도덕적 권리를 존중해야한다는 톰 레이건의 동물 권리론과 마지막으로 살아있는 것 자체로 고유의 선을 가지고 이를 도덕적으로 배려해야한다는 폴 테일러의 생명중심주의가 있다.

## 피터 싱어의 동물 해방론
동물 해방론은 1975년 오스트레일리아 윤리학자 피터 싱어(Peter Singer)가 「동물 해방 Animal Liberation」을 출간하면서 시작되었다. 피터 싱어는 공리주의 입장에 기초하여 동물의 도덕적 지위를 주장하고 이에 따른 인간의 도덕적 의무를 요구한다.

### 내용
공리주의란 "인간의 행위가 최대 다수의 인간에게 최대의 선(the good)을 가져다줄 때 그것이 도덕적으로 옳다고 보는 견해"로, 이것을 구체화시킨 원칙이 이익 평등고려의 원칙이다. 이익 평등고려의 원칙은 우리가 어떤 결정을 내릴 때, 나 자신의 이익만을 고려할 것이 아니라, 그 영향을 받는 모든 사람들의 이익도 동등하게 고려해야 한다라는 것으로, 다시 말해 자신에 의해 영향을 받는 모든 사람들에게 최선의 결과를 가져오도록 이끄는 행동을 해야 한다.는 것이다. 공리주의의 창시자 벤담은 최대의 선(the good)을 고통을 줄이거나 쾌락을 증진시키는 것으로 보았고, 이 원칙이 인간 종족 외부까지 적용되는 것을 인정함으로써, 싱어는 이에 전적으로 동의하게 된다.
내가 누군가에게 피해를 받아 고통이 생기면 고통을 줄이고 쾌락을 추구하고 싶은 이익관심(interest)가 생기게 된다. 즉 고통, 쾌락을 느끼는 능력은 이익관심을 가지기 위한 전제조건으로, 싱어에 따르면 고통, 쾌락을 느끼는 능력(sentience라 정의함)을 가진 존재는 이익관심을 가지고 있기 때문에 도덕적 지위를 갖고, 도덕적으로 모두 동등하게 고려되어야 한다. 이에 고통을 느끼는 동물(sentience를 가진 존재)과 인간의 사이에 이익 충돌이 있을 때 후자의 이익을 보다 중시하는 것은 종차별주의(speciesism)이라 말하며, 동물에게도 평등 원칙을 당연히 확대 적용해야 한다고 싱어는 주장한다. 또한 싱어는 sentience를 가진 존재가 도덕적 가치에 의거하지 않더라도 도덕적 지위를 갖기 때문에 인간은 이들에게 도덕적으로 평등하게 대할 의무와 고려할 책임이 있다는 것이지, 도덕적 권리를 지니고 있어서 인간이 도덕적 의무를 지는 것은 아니라고 말한다.

### 문제점
피터 싱어의 동물해방론은 동물에 대한 배려를 제공했다는 점에서 의의가 있으나 문제점도 제시되고 있다. 이익평등고려의 원칙에 따르면 2가지 대안 중에서 하나를 결정할 때 각각 결과에 따른 고통의 총량을 계산해야는데, 여기서 이익관심을 어떻게 판가름 할 수 있는가(얼마나 고통을 느끼는지의 정도를 어찌 알 수 있는가)와 고통을 느끼는 대상자에 있어 피터 싱어의 경우 동물로 한정지었지만 피터 톰킨스, 크리스터퍼 버드는 「식물의 신비생활」이라는 책을 통해 식물도 고통을 느낄 수 있다고 주장하는 것처럼 sentience의 여부를 어떻게 인간이 정확하게 알 수 있는가의 문제점이 제시된다. 또한 싱어는 도덕적 지위를 갖는 기준을 인간으로 상정하고 논의를 시작하게 되는데 이는 인간과 비슷한 측면을 가진 동물들에 한정해서만 도덕적 지위를 가질 수밖에 없는 문제도 제시된다.

## 톰 레이건의 동물권리론
미국의 철학자 톰 레이건(Tom Regan)은 「EMPTY CAGES」라는 책을 통해 자신의 주장을 표방하게 된다. 레이건은 권리론을 기반으로 동물에 대한 인간의 도덕적 의무를 강조한다. 레이건은 동물이 갖고 있는 목적적인 윤리적 가치(피터 싱어의 입장)을 부정함으로써 동물의 권리를 무시했기 때문에 동물에 대한 인간의 다양한 활동을 비윤리적이라고 판단하는 것이다.

### 내용
레이건의 이러한 입장의 근거는 조너선 스위프트의 겸손한 제안에서 온다. 불우한 아이를 부자의 음식으로 사용되어도 되냐는 겸손한 제안은 인간 자체적으로 내재적 가치가 존재한다고 생각하기에 도덕적으로 그르다. 레이건은 내재적 가치란 다른 사람의 이익관심과 욕구, 사용과 무관하게 스스로 자기 안에서 갖는 가치라고 설명한다. 설사 이것이 고통보다 쾌락을 더 많이 산출한다고 할지라도 고유의 가치로 인정함으로써 생명은 도구적 가치가 아님을 강조하는 것이다. 그러나 레이건은 내재적 가치를 갖는 이유가 자율적 행위를 할 능력에서 비롯된다는 것에는 부정을 한다. 전통 철학자들은 자율적 행위를 할 능력을 기준으로 의무를 이해하고 행위를 결정하며 그에 따른 책임을 질 수 있는 도덕적 행위자(성인)와 미성년자, 유아, 정신지체아, 혼수상태의 인간 등과 같이 행위에 대한 책임을 물을 수 없는 도덕 무능력자로 나누었다. 여기서 도덕적 무능력자들은 도덕 행위자는 아니지만, 도덕적 지위는 가지기 때문에 도덕적 행위자는 그들에 대해 마음대로 할 수 없고, 도덕적으로 행위를 해야 한다고 레이건은 설명한다. 이처럼 레이건은 도덕적 무능력자라도 도덕적 지위를 가지는 이유를 그들이 삶의 주체이기 때문이다고 말한다. 삶의 주체라는 것은 단순히 살아있다는 것과는 다른 의미로, 그것에 요구되는 특성-지각, 기억, 믿음, 자기의식, 의도, 미래에 대한 감각 등-을 가지고 있어야 한다. 그리고 이러한 속성은 생활을 하고 있는 1년 이상 된 정상적인 포유류 동물에게서 나타나므로 인간은 물론이고, 동물도 삶의 주체로, 삶의 주체 기준을 만족시키는 존재들은 내재적 가치를 지닌다고 보았다. 즉, 삶의 주체를 만족시키는 개체는 내재적 가치를 갖는데, 동일하게 하나의 자격으로 갖기 때문에 내재적 가치란 관점에서 더 우수하거나 열등한 것은 없으며 그렇기 때문에 동물은 인간과 평등한 내재적 가치를 지닌다고 레이건은 주장한다. 레이건은 도덕적 행위자이건 도덕 무능력자이건 간에 평등한 내재적 가치를 가지기 때문에 자신들의 가치가 존중해서 대우받을 평등한 도덕적 권리를 가진다는 존중의 원리를 기본으로 한다.
이에 도덕적 행위자는 소극적 형태로 도덕적 무능력자에게 불공정하게 행위하지 않을 의무를 가지며 또한 적극적 형태로 존중의 원리에 따라 정의에 의해 해를 입히지 않을 의무와 구제의 의무를 갖는다. 물론 로스의 조건부 이론처럼 개체의 권리가 제약되어 의무가 유보될 수도 있다고 시인한다. 톰 레이건은 칸트적 의무론의 연장선상에서 동물의 권리가 분별될 때 인간의 의무가 확연해지고, 이에 따라 하나하나의 동물들이 인간의 온갖 위협으로부터 벗어날 수 있다고 보았다.

### 문제점
톰 레이건은 동물의 권리를 부여함으로써 인간의 동물에 대한 도덕적 의무를 정당화하였다는 의의는 있으나 그 의무를 받는 도덕적 고려 대상의 영역(1년 이상의 포유류)을 좁게 잡아 생태 공동체의 중요한 구성원들을 무시하고 있다는 비판을 받는다. 또한 레이건은 종에게 권리를 부여하지 않고 오직 개체에게 부여함으로써 어떤 한 동물이 멸종 위기에 처한 종의 구성원이라는 사실은 어떤 특별한 도덕적 의미를 지니지 못하게 된다. 피터 싱어와 마찬가지로 도덕적 지위를 갖는 기준으로 인간을 상정하고 논의를 시작함으로써 인간과 비슷한 측면을 가진 동물들만 도덕적 지위를 가질 수밖에 없다는 한계를 보인다.

## 폴 테일러의 생명중심주의
생명중심주의는 목적 추구 능력을 지닌 개체적인 생명체(무생명체 제외)는 내재적 가치를 가짐으로서 도덕적 행위자가 이들에 대해 도덕적으로 의무를 지니게 된다는 이론이다. 이 잉이론은 슈바이처의 ‘생명에의 경외’ 사상을 보다 체계적이고 정교한 형태로 발전시켰으며, 폴 테일러(Paul Taylor)는 1986년 「자연에 대한 존중 Respect for Nature」라는 책을 통해 알려진다람쥐꼴꼴꼴동성킹뽕빵best

### 슈바이처의 생명에의 경외
슈바이처는 모든 생명체가 늘 자신의 생명을 유지하기 위해 애쓰는 모습을 보면서 생명 일반에 대한 경외심-생명 자체에 대한 놀라움과 두려움-을 가지게 된다. 인간 생명체만 아니라 우주의 모든 생명체가 생명을 유지하고자 애쓴다는 점에서 본래적 가치를 지닌다고 생각한 것이다. 슈바이처에게 생명은 그 자체로서 선이며 존중받을 가치가 있다는 것이었다. 슈바이처는 생명 경외를 개별 상황에 적용할 수 있는 일종의 규칙으로 보지 않았고 우리의 현재 인격을 나타내는 태도로 보았다. 어쩔 수 없이 생명을 죽여야만 하는 상황이 존재할 경우 인간은 일말의 책임감을 느껴야 한다고 주장했다.

### 내용
슈바이처의 생명에의 경외를 바탕으로 폴 테일러는 생명체는 고유한 선을 가지고 있다고 주장한다. 자연내의 존재는 살아있다면 sentience가 없어도 그 자신의 고유한 선을 가질 수 있다고 말한다. 테일러는 생명체는 모두 목적론적 생명 중심체이기 때문에 모든 생물은 자체적 선을 갖고, 이에 도덕적 행위자는 sentience을 느끼는 존재 뿐 아니라, 느끼지 못하는 살아있는 존재의 선에 대해서도 관심을 가져야 한다고 말한다. 즉, 모든 살아있는 것이 고유의 선을 갖는 이유는 자기 고유의 목적에 따라 성장, 발전, 생존, 번식을 지향하는 목적론적 삶의 중심이기 때문이다. 여기서 테일러가 말하는 목적론적 생명 중심체로서 생명체가 갖는 선은 사실과 관련된 서술적 진술인 생물학적 선이지 가치와 관련된 규범적 주장인 윤리적 선은 아니다. 따라서 생명체가 자체적 선을 가지고 있다고 해서 곧바로 그 생명체가 도덕적으로 고려되어야한다(자연주의의 오류)고 말할 수 없는 것이다. 이에 테일러는 생명체에 대한 도덕적 존중을 마련하기 위해서 생명체에 대한 자연 존중의 태도가 있어야 한다고 말한다. 이런 태도를 취한다면 도덕적 행위자는 자체적 선을 가지는 존재가 내재적 가치를 소유하는 것으로 생각하게 될 것이라는 것이다. 자연에 대한 존중은 궁극적인 도덕적 태도로서 자연에 대한 생명 중심적 관점(biocentric outlook)으로 지지되거나 이해 가능한 것으로 설정된다. 생물 중심적 관점을 따를 때 자체적 선을 지닌 자연적 존재에게 도덕적 행위자가 의무를 갖게 되는 것이다.
테일러는 이러한 의무를 악행금지의 규칙(자체적 선 갖는 존재에게 해를 입히지 않을 의무), 불간섭의 규칙(개별 존재의 자유에 제약을 금지하는 것과 생태계 진행과정에 간섭하지 말라는 의무), 신뢰의 규칙(생물과 인간 사이의 신뢰를 깨지 말라는 의무)과 배상적 정의의 규칙(앞의 세 규칙이 위반시 인간과 생물 사이에 정의의 형평성이 회복되어야하는 의무)으로 크게 구분한다.

### 문제점
지금까지 인간 중심적 입장에서 해석한 싱어와 레건과 달리 비인간 중심적 입장에서 주장을 했다는 점에서 큰 의의를 가지나 생명중심주의도 다음과 같은 문제를 갖는다. 첫 번째로 내재적 가치의 문제이다. 폴 테일러는 생명의 객관적 가치를 인정함으로써 생명평등주의 입장으로, 이제까지의 인간 중심적 태도를 포기하고 자연을 소중히 대하면 생태계가 복원될 수 있다고 주장하나 이러한 실현 가능성은 매우 희박하다고 본다. 또한 환경 문제의 원천이 인간 중심주의이기 때문에 환경문제를 극복하기 위해서도 인간이 포함되어서 해결되어야 한다는 비판이다. 두 번째로 권리론에 관한 문제이다. 폴 테일러가 제시한 도덕 행위자의 요건이 인간 이외의 존재들을 포함시키기 어렵다는 것에 대한 비판이다. 세 번째로 실천규범의 문제이다. 테일러는 분배 정의의 원리 적용이 불가능한 경우 인간의 생존을 위해 동식물 모두 식용이 가능하다고 하였으나 그가 주장하는 생명평등주의에 어긋나는 자기 모순적 주장이라고 비판한다. 또한 테일러는 인간이 생존 혹은 부수적 이익에 의해 문화시설을 조성하기 위해 불가피하게 동식물을 해칠 수밖에 없음을 인정하면서 이 문제를 해결하기 위해 보상적 정의를 적용하나 파괴한 생명체 당사자에 대한 보상이 아닌 경우와 파괴된 생명체가 보상의 의미를 모를 경우에 대해서 테일러의 주장에 비판을 한다.

## 개체론적 환경윤리의 문제점
개체론적 환경윤리의 문제점은 개체주의에 있다. "개체주의에 따르면, 개체주의는 실재하는 것은 개체 뿐이고 전체는 개체들의 단순한 집합이므로 개체들의 합으로 환원될 수 있다고 본다. 이 개체주의는 주체와 대상을 구분하는 고전 물리학의 이원론적 모형에 근거하고 있는데, 더 이상 현대는 이원론적 패러다임을 배척하기 때문에 개체론적 방법이 부분적으로만 의미를 가질 뿐 더 이상 포괄적인 방법론이나 지배적 패러다임으로서의 기능을 상실한 상태이다. 이에 개체주의는 사회를 설명하는 방법으로서 많은 문제점을 띨 뿐만 아니라 과거에 누렸던 절대적인 지위를 상실했다. 이에 윤리나 환경 윤리를 적용할 때에도 마찬가지 형태로 그 한계가 나타난다."
개체론적 환경윤리에서 예로 들어 한 종(species)에게 좋은 행위가 어떤 개체(individual)에게는 반드시 좋은 결과를 나타내지 않을 수도 있다. 만약 개체 자신들에게 직접적인 이익이 되지 않는다는 이유로 개체들이 집단에게 좋은 결과를 나타날 수 있는 행위를 하지 않는다거나 그런 행위를 하는데 소극적이었을 경우 그에 따라 나타나는 결과들에 대해 다시 그 개체들에게 책임을 물을 수는 없다. 반대로 이 책임은 그 종들의 각각 개체들의 책임의 합으로 환원되지 않으므로서 여기서 개체론적 환경윤리의 모순이 발생하게 된다.
또한 각 개체에 대한 도덕적 배려를 자연적으로 조성된 자연 보전과 그에 따른 환경 윤리를 마련하고자 할 경우 하나하나의 생명체를 개체론적으로 도덕적 고려를 하는 것만으로 환경위기 극복을 위해 자연이나 생태계를 보전하는데 성공적일 수 없다.
생명중심주의를 주장한 테일러의 경우 내재적 가치는 개별 유기체에게만 주어진다고 말함으로써 우리는 생태계, 무생물, 종에는 직접적인 의무가 없다고 주장한다. 그러나 대표적으로 ‘분수대의 예’를 들면서 자기 모순에 빠지게 된다. 분수대를 만들기 위해서는 잔디와 미생물 유기체를 파괴할 수밖에 없는데 생명평등주의에 따르면 타생명체의 기본적 이익을 존중해야하므로 개체론적 환경윤리의 입장에서는 결론적으로 분수대를 만들 수 없게 된다.

## 참고 문헌
- 김일방,《환경윤리의 쟁점》, 서광사, 2005, 213-268면
- 한면희,《환경윤리》, 철학과현실사, 1997, 99-154면
- 한면희,《미래세대와 생태 윤리》, 철학과현실사, 2007, 137-197면
- 조용개, 유영억, 정철,《환경 철학의 이해》, 신광문화사, 2003,173-234면